# Stefan Bończa-Tomaszewski
Stefan Bończa-Tomaszewski (ur. 21 maja 1899 we Trembowli, zm. 3 października 1977 w Londynie) – podpułkownik kawalerii Wojska Polskiego, kawaler Orderu Virtuti Militari.

## Życiorys
Urodził się 21 maja 1899 we Trembowli jako syn Teofila. Uczestniczył w I wojnie światowej. Po odzyskaniu przez Polskę niepodległości, w listopadzie 1918 został przyjęty do Wojska Polskiego. W szeregach 11 Pułku Ułanów Legionowych brał udział w wojnie polsko-bolszewickiej. Awansowany na stopień porucznika jazdy ze starszeństwem z dniem 1 czerwca 1919, a następnie na stopień rotmistrza jazdy ze starszeństwem z dniem 15 sierpnia 1924. W latach 20. był oficerem 9 Pułku Ułanów, najpierw w Czortkowie, później w Trembowli. Po ukończeniu kursu dla dowódców szwadronów dowodzi szwadronem. Na stopień majora został mianowany ze starszeństwem z 19 marca 1937 i 3. lokatą w korpusie oficerów kawalerii. Do września 1939 był II zastępcą dowódcy i kwatermistrzem tego pułku.
W kampanii wrześniowej razem ze swoim pułkiem uczestniczył w obronie Warszawy. Po kapitulacji w niewoli niemieckiej, m.in. w Oflagu VII A Murnau. Po uwolnieniu z niewoli (29 kwietnia 1945) służył w PSZ na Zachodzie. Od czerwca 1946 do lipca 1947 w stopniu podpułkownika sł. st. kaw. dowodził 9 Pułkiem Ułanów. Po demobilizacji w 1947 pozostał na emigracji. Zmarł 3 października 1977 w Londynie.

## Ordery i odznaczenia
- Krzyż Srebrny Orderu Virtuti Militari nr 12110 (za kampanię wrześniową 1939)[2]
- Krzyż Niepodległości (15 czerwca 1932)[13]
- Krzyż Kawalerski Orderu Odrodzenia Polski (23 października 1974)[14]
- Krzyż Walecznych (trzykrotnie, przed 1923)
- Złoty Krzyż Zasługi
- Srebrny Krzyż Zasługi (10 listopada 1928)[15]